# البنك اللبناني السويسري
البنك اللبناني السويسري (LSB Bank)، من المصارف المالية في لبنان. تأسس عام 1962.
 في العام 1973 استحوذت شكرة (الاعتماد السويسري - Credit Suisse) على 99% من أسهمه فأطلقت عليه اسم Credit Suisse (Moyen-Orient) 
 في العام 1988 تم شراء حصة الاعتماد السويسري من قبل مجموعة من رجال الأعمال اللبنانيين وغيروا الاسم ليصبح البنك اللبناني السويسري.

ويملك البنك 18 فرعا في لبنان.